# 德拉基诺农村居民点
德拉基诺农村居民点（俄语：Дракинское сельское поселение）是俄罗斯联邦沃罗涅日州利斯基区所属的一个农村居民点。其下辖有1个居民点，行政中心为德拉基诺。据2016年统计，该农村居民点的人口为3028人。